# FC Schalke 04
FC Schalke 04 (celým názvem: Fußballclub Gelsenkirchen-Schalke 04 e. V.) je německý sportovní klub, který sídlí ve městě Gelsenkirchen v Severním Porýní-Vestfálsku. Založen byl 4. května 1904 pod názvem Westfalia Schalke. Svůj současný název nese od roku 1912. Od sezóny 1991/92 působil v Bundeslize, německé nejvyšší fotbalové soutěži, ovšem v sezóně 2020/21 se umístil poslední a sestoupil do 2. Bundesligy. Své domácí zápasy odehrává na stadionu Veltins-Arena s kapacitou 62 271 diváků.
Nejslavnější éru klub prožíval v období nacistického režimu, kdy se mu povedlo probojovat devětkrát do finále celoněmeckého mistrovství, v němž pak zvítězil v šesti případech. I kvůli těmto úspěchům se v průběhu následujících let začalo mluvit o tehdejší přízni Hitlera k samotnému klubu. Poslední a celkově sedmý titul získal klub sezóně 1957/58. Největším rivalem Schalke je další úspěšný klub z regionu Porýní, Borussia Dortmund.
Mezi největší mezinárodní úspěchy pak patří vítězství v Poháru UEFA v sezóně 1996/97 a semifinále Ligy mistrů.
Mimo mužský fotbalový oddíl má sportovní klub i jiné oddíly, mj. oddíl basketbalu, elektronického sportu (FC Schalke 04 Esports), házené, lehké atletiky a stolního tenisu.

## Historie

### Založení klubu a úspěšná období v první polovině 20. století
Klub byl založen 4. května 1904 skupinou náctiletých chlapců, kteří klub pojmenovali Westfalia Schalke.
Roku 1912 se klub spojil se sportovním celkem 1877 Schalke, v roce 1924 se kluby zase od sebe oddělily. Následně vznikl klub FC Schalke 04, který změnil klubové barvy z červenožluté na modrobílou. Mezi roky 1927 a 1928 došlo k vybudování nového stadionu.
Rozvoj Schalke byl spojený s vývojem regionu zaměřeného na těžbu uhlí. Ta sem zavedla mimo jiné přistěhovalce z Polska, z nichž mnozí (nebo jejich potomci) viděli ve fotbale odreagování. Ve 20. letech si hornické mužstvo vštěpilo nový styl hry (přezdívaný Schalke Kreisel) inspirovaný skotským fotbalem zaležený na rychlých přihrávkách, což před rokem 1929 přineslo tři triumfy v regionální lize.
Díky vazbám na místní hornickou komunitu dodávající týmu punc dělnické třídy si Schalke vysloužilo si přezdívku Die Knappen.
Další úspěšnou etapou se stala 30. a 40. léta, to se Schalke devětkrát dostalo do finále německého mistrovství, přičemž v šesti případech zvedalo nad hlavu trofej. V roce 1937 navíc vyhrálo domácí pohár. Hra se opírala o výkony hvězd jako byli Fritz Szepan či Ernst Kuzorra, oba hráči byli polského původu.
Během války padli na frontě hvězdní hráči Ala Urban a Bernhard Füller. Úspěšnou válečnou éru zakončil klub vítězstvím nad Alemannia Gelsenkirchen 21. října 1944. O něco později, 6. listopadu 1944, zničilo bombardování Spojenců stadion.

### Poválečná léta a založení Bundesligy
V době poválečné tým na úspěšnou éru nenavázal a poslední titul získal roku 1958. V roce 1963 patřilo Schalke mezi zakládající týmy nové domácí ligy – Bundesligy. Pod taktovkou kapitána Reinharda Libudy získalo v roce 1972 druhou trofej z domácího poháru. Během 80. let Schalke natřikrát sestoupilo (1981, 1983, 1988), záhy se ale zase vrátilo mezi elitní týmy. Od roku 1991 je v první lize.
V ročníku 1996/97 dosáhl tým z Gelsenkirchenu finále Poháru UEFA, ve kterém se střetl s italským týmem Inter Milán. Protože oba domácí zápasy skončily výhrou domácích 1:0, rozhodoval na San Siru penaltový rozstřel, který Schalke zvládlo poměrem 4:1. Páteř tohoto týmu tvořili fotbalisté Marc Wilmots, Mike Büskens, gólman Jens Lehmann a rovněž Češi Radoslav Látal a Jiří Němec. To vše pod vedením trenéra Huuba Stevense.

### Titul na dosah

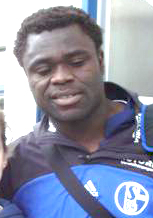
Útočník Gerald Asamoah

V ročníku 2000/01 se hráči Huuba Stevense ocitli na dosah mistrovského titulu – prvního v Bundeslize – na úkor úřadujícího mistra Bayernu Mnichov, jemuž ve třetím titulu za sebou bránila též domácí prohra se Schalke 1:3.
Před závěrečným domácím střetnutí se SpVgg Unterhaching se Schalke zmohlo jen na sedm bodů ze 12 možných a zaostávalo tak za Bayernem o tři body, ovšem s lepší bilancí vstřelených a obdržených gólů. Za přítomnosti více než 65 tisíc příznivců na Parkstadionu se Schalke potkalo se sestupem ohroženým soupeřem, který se ale dostal do vedení 2:0. Do poločasu ale stačili vyrovnat Nico van Kerckhoven a Gerald Asamoah a přestože tým později opět prohrával, na konci zápasu činil stav 5:3 pro domácí tým díky dvěma gólům Jörga Böhmeho a Ebbe Sanda. Bayern Mnichov v Hamburku v závěru inkasoval, v nastaveném čase ale dokázal vyrovnat na 1:1 a zajistil si titul.
Právě skončený ročník ale nebyl zcela bez trofejí, Schalke totiž vyhrálo národní pohár.
V srpnu došlo ke slavnostnímu otevření nového stadionu s názvem Arena AufSchalke, tou dobou jednoho z nejmodernějších stadionů v Evropě.

### Další sezóny
Na sedmou příčku klub zareagoval příchodem útočníka Aíltona, nejlepšího střelce uplynulého ročníku, a obránce Mladena Krstajiće. Oba hráči dorazili z mistrovských Brém. Ročník 2004/05 začal vítězstvím v Poháru Intertoto vedoucím k postupu do Poháru UEFA, začátek ligový ovšem zdařilý nebyl. Trenér Jupp Heynckes byl po třech porážkách v prvotních čtyřech ligových kolech propuštěn. Pod vedením trenéra Ralfa Rangnicka Schalke stíhalo Bayern a v obou ligových duelech ho i výsledkem 1:0 porazilo, přesto to byl nakonec Bayern, kdo se stal mistrem. Ten týmu z Gelsenkirchenu 28. května 2005 odepřel i finálový úspěch v domácím poháru.
Odcházejícího útočníka Aíltona měl nahradit útočník Kevin Kurányi. Ten se stal posilou pro boje v Lize mistrů, v jejíž skupinové fázi se Schalke utkalo s finalistou (AC Milán) i semifinalistou (PSV Eindhoven) uplynulého ročníku. Vedle peněz z pohárů se klubové příjmy zvýšily prodejem názvu stadionu sponzorovi, pivovaru Veltins. Úvodních deset ligových kol přineslo šest remíz a na konci října byl tým vyřazen ve druhém kole národního poháru po prohře 0:6 s prvoligovým nováčkem Eintrachtem Frankfurt. Podzimní výsledky včetně nepostupu do jarní fáze Ligy mistrů a neshody s vedením vedly k odvolání trenéra Rangnicka. Od nového roku začal trénovat tým dosavadní asistent Mirko Slomka. V domácím ligovém utkání s Leverkusenem 11. února 2006 zvítězilo Schalke 7:4. Utkání tak bylo nejgólovějším v Bundeslize od roku 1982. V Poháru UEFA dosáhlo Schalke semifinále. V něm padl jediný gól až v prodloužení odvetného utkání a finále si tak zahrála později vítězná Sevilla. Kariéru ukončil Ebbe Sand a klub po více než dekádě opustil ikonický generální ředitel Rudi Assauer.
Schalke mělo nadále patřit mezi aspiranty na titul, oproti předchozím rokům bylo ale nuceno utrácet méně. Slomka plánoval rozestavení 4–3–3 s nově příchozími křídelníky Halilem Altıntopem a Peterem Løvenkrandsem. Mužstvo opustil obránce Christian Poulsen. Z akademie se přesunuli talenti jako Christian Pander nebo Mesut Özil. O kapitánskou pásku přišel brankář Frank Rost a dostal ji obránce Marcelo Bordon. V průběhu ročníku přišel Rost také o brankářskou roli, v sestavě jej nahradil 20letý Manuel Neuer. V důsledku brzkého vyřazení v národním i evropském poháru mezi zářím a říjnem se Slomka ocitl pod tlakem, jeho mužstvo však zareagovalo řadou 13 ligových utkání bez porážky. Společně s Norimberkem mělo Schalke nejlepší obranu ligy, když obdrželo 32 gólů. Kromě Neuera a lídra obrany Bordona se na tom podílel také Bordonův krajan Rafinha, 22letý brazilský krajní obránce podporující ofenzívu. Zranění Asamoaha napomohlo vyřešení dilematu v útoku, kde se na hrotu gólově etabloval Kurányi. Záloha se opírala o brazilského tvůrce hry Lincolna, jehož kryli Levan Kobiašvili, Gustavo Varela nebo Hamit Altıntop. Na jaře bojovalo Schalke o titul se třemi týmy – Bayernem, Brémami a Stuttgartem. V předposledním kole hraném 12. května 2007 však podlehlo 0:2 v Dortmundu v derby. Ani závěrečná výhra nad Bielefeldem nestačila a titul tak získal Stuttgart.
Záloha byla pro další rok oslabena odchody Lincolna a Hamita Altıntopa, které měli nahradit talentovaný Ivan Rakitić a Jermaine Jones. Klub dosáhl za rok 2007 rekordních příjmů ve výši 156 milionů eur, zisk činil 12,7 milionu eur. Zde sehrála roli účast v Lize mistrů, v níž Schalke dosáhlo čtvrtfinále, do té doby historicky nejlepšího výsledku. Po řadě jarních neúspěchů včetně vyřazení od Barcelony a prohry 1:5 v Brémách přišel Slomka o post trenéra. V lednu 2008 se Schalke připojilo Evropské klubové asociaci. V lize skončilo třetí.
Před ročníkem 2008/09 se výrazně zainvestovalo do kádru, do něhož za deset milionů eur dorazil útočník Jefferson Farfán. Nový trenér Fred Rutten si z předchozího působiště přivedl záložníka Orlanda Engelaara. Ve čtvrtém ligovém kole Schalke promarnilo náskok 3:0 v Revierderby a dovolilo Dortmundu vyrovnat na 3:3. Navzdory ambicím a druhému nejdražšímu týmu v lize se úspěch nekonal – Schalke bylo vyřazeno v předkole Ligy mistrů, odkud zamířilo do skupiny Poháru UEFA. Z té do jarních vyřazovacích bojů nepostoupilo. V domácím poháru dosáhlo čtvrtfinále. Rutten byl koncem března propuštěn. Kritiku si za přestupovou politiku vysloužil sportovní ředitel Andreas Müller, příznivci vnímali jako viníky špatných výsledků kromě jeho i přeplacené hvězdy na hřišti a v hledišti na ně mávali eurobankovkami. Dobrou sezónu zaznamenal záložník Jermaine Jones, zklamali hráči do ofenzívy jako Farfán nebo Rakitić. V závěrečných pěti ligových kolech získalo Schalke jediný bod a skončilo osmé.

### Poslední sezóny

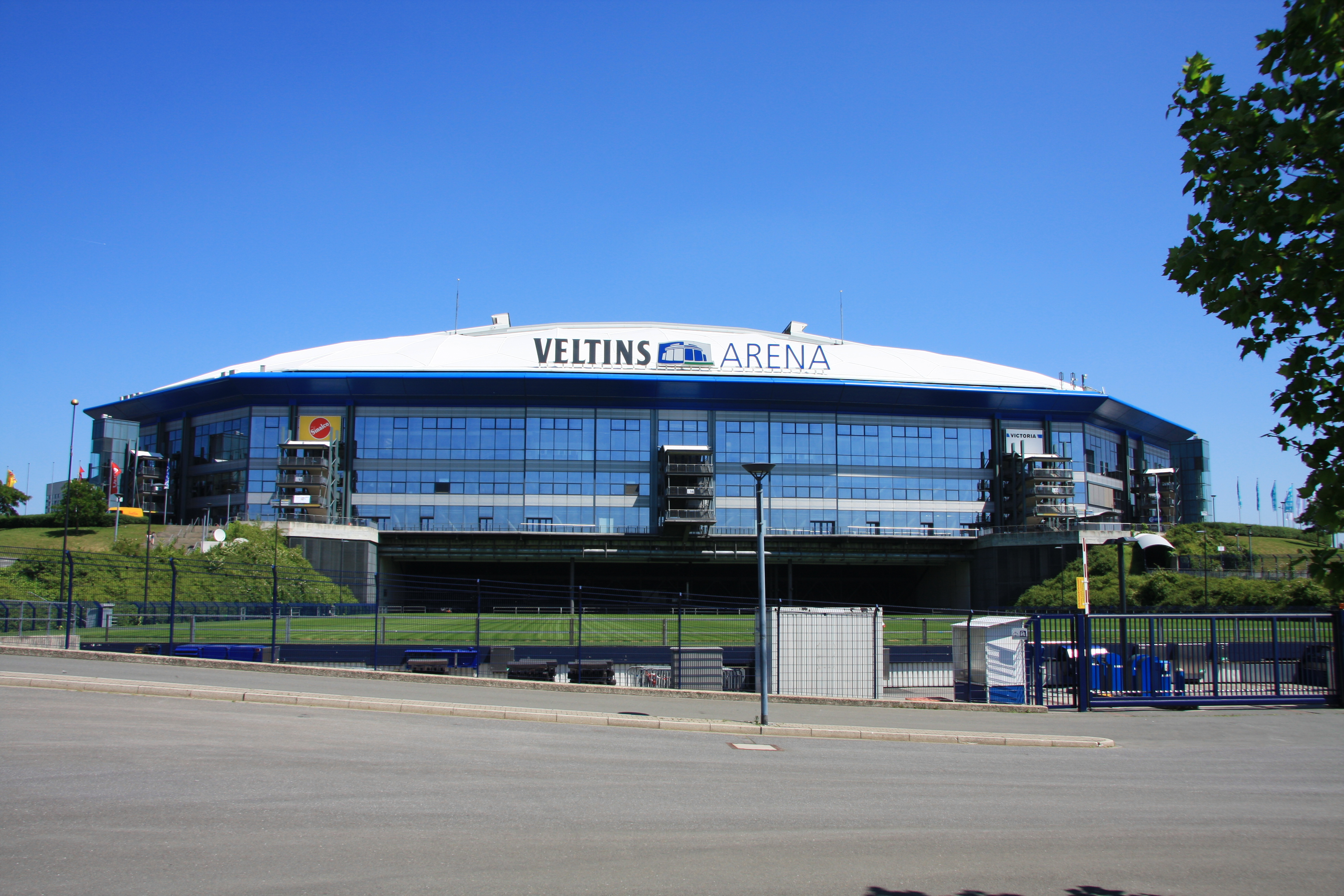
Veltins Arena, domácí stadion Schalke

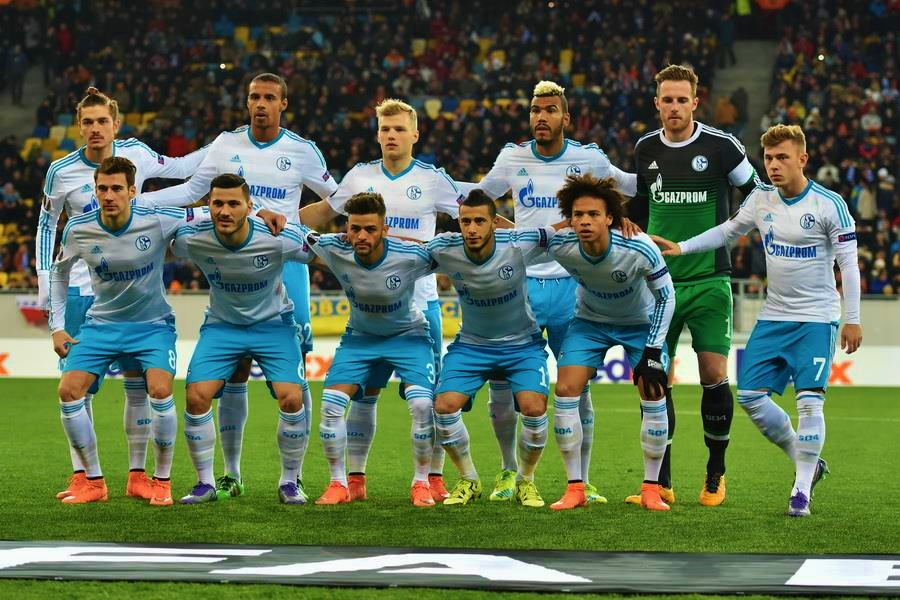
Tým před utkáním s ukrajinským Šachťarem v Evropské lize UEFA

Léta roku 2009 začal tým trénovat Felix Magath, v minulé sezóně mistr Německa. Poprvé od roku 2000 se Schalke nezúčastnilo evropských pohárů a zadlužení znemožnilo výrazněji posilovat.
Přesto přišli spíše mladí fotbalisté, např. záložníci Jan Morávek nebo Lewis Holtby, kteří měli doplnit zkušenější hráče jako Jermaine Jones a Heiko Westermann. Podařilo se udržet oporu v podobě gólmana Manuela Neuera. V útoku nadále působil Kevin Kurányi a Jefferson Farfán.
Magath se opět prokázal jako zkušený trenér a dovedl Schalke ke druhému místu.
Další úspěch v Evropě přišel v roce 2011, když se tým dostal do semifinále Ligy mistrů.
V ročníku 2015/16 se „přepisovala“ klubová historie, když byl nový ročník zahájen nejlepší bilancí za posledních 44 let.
Nový trenér André Breitenreiter dovedl klub k pátému místu, zajišťující další rok start v Evropské lize. Svými výkony zaujal útočník Leroy Sané se statistikou 8 gólů a 8 asistencí.
Cesta domácím pohárem skončila ve 2. kole (Borussia Mönchengladbach), cesta Evropskou ligou v šestnáctifinále (Šachtar Doněck).
Během letních měsíců roku 2017 převzal tréninky mužstva 32letý nepříliš zkušený Domenico Tedesco, pro něhož šlo o první prvoligové angažmá v trenérské roli. Jeho rozhodnutím zde skončilo působení dvou dlouholetých opor: obránce a kapitána v jednom Benedikta Höwedese a útočníka Klaase-Jana Huntelaara, prvního z důvodu četných zranění, druhého z důvodu věku, navíc se klub rozhodl šetřit na platech. Huntelaara nahradil do té doby jen ve druhé lize působící Guido Burgstaller.
Přestože se mužstvo teprve sžívalo s novými herními prvky a po šesti zápasech mělo na kontě už tři prohry, postupem času se výsledky zlepšily ruku v ruce s obrannou hrou. Obranu utvořili zkušený 35letý stoper Naldo a 21letý obránce Thilo Kehrer podporovaní záložníkem Benjaminem Stamboulim.
V podzimním derby proti Borussii Dortmund prohrávalo Schalke na Vestfálském stadionu po 25 minutách 0:4, ale od 60. minuty do konce utkání dokázalo vyrovnat na 4:4.
Na konci ročníku 2017/18 se Schalke dostalo na 2. místo za znovu dominantním Bayernem Mnichov. Po domácí prohře 0:1 s Eintrachtem Frankfurt se Schalke rozloučilo s německým pohárem v semifinále,
Frankfurt nakonec v poháru zvítězil poté, co ve finále porazil ligového vítěze Bayern.
V další sezóně 2018/19 se také vlivem zranění v útočných řadách nepodařilo navázat na práci z předchozího roku. Útočník Mark Uth zaznamenal jen dvě branky.
Důsledkem toho se během podzimu podařilo vstřelit více než jeden gól jen ve třech utkáních. Odchod Thila Kehrera částečně kompenzovala forma jiného obránce Salifa Saného.
V konečné tabulce nakonec Schalke zaujmulo 14. příčku. Zklamaly výkony středopolaře Sebastiana Rudyho, který se v létě 2018 stal třetí nejdražší posilou klubové historie (přestupová částka dosáhla 16 milionů €).

### Sestup
Roky špatného řízení klubu včetně předsedy Clemense Tönniese, finanční kondice a fiaska na přestupovém poli vyústila v sezóně 2020/21 v sestup. Schalke prostřídalo pětici trenérů a trojici sportovních ředitelů a přiblížilo se nelichotivému rekordu Tasmanie Berlin v počtu proher. Ostudě zamezila jen výhra 4:0 proti Hoffenheimu, ale jelikož dalších 12 zápasů tým nevyhrál a získal celkem 16 bodů, stal se sestup jistotou už v polovině dubna. Mužstvo svými výkony táhl Matthew Hoppe.

## Historické názvy
Zdroj: 
- 1904 – Westfalia Schalke
- 1912 – fúze s Schalker Turnverein 1877 ⇒ FC Schalke 04 (Fußballclub Gelsenkirchen-Schalke 04)

## Rivalita

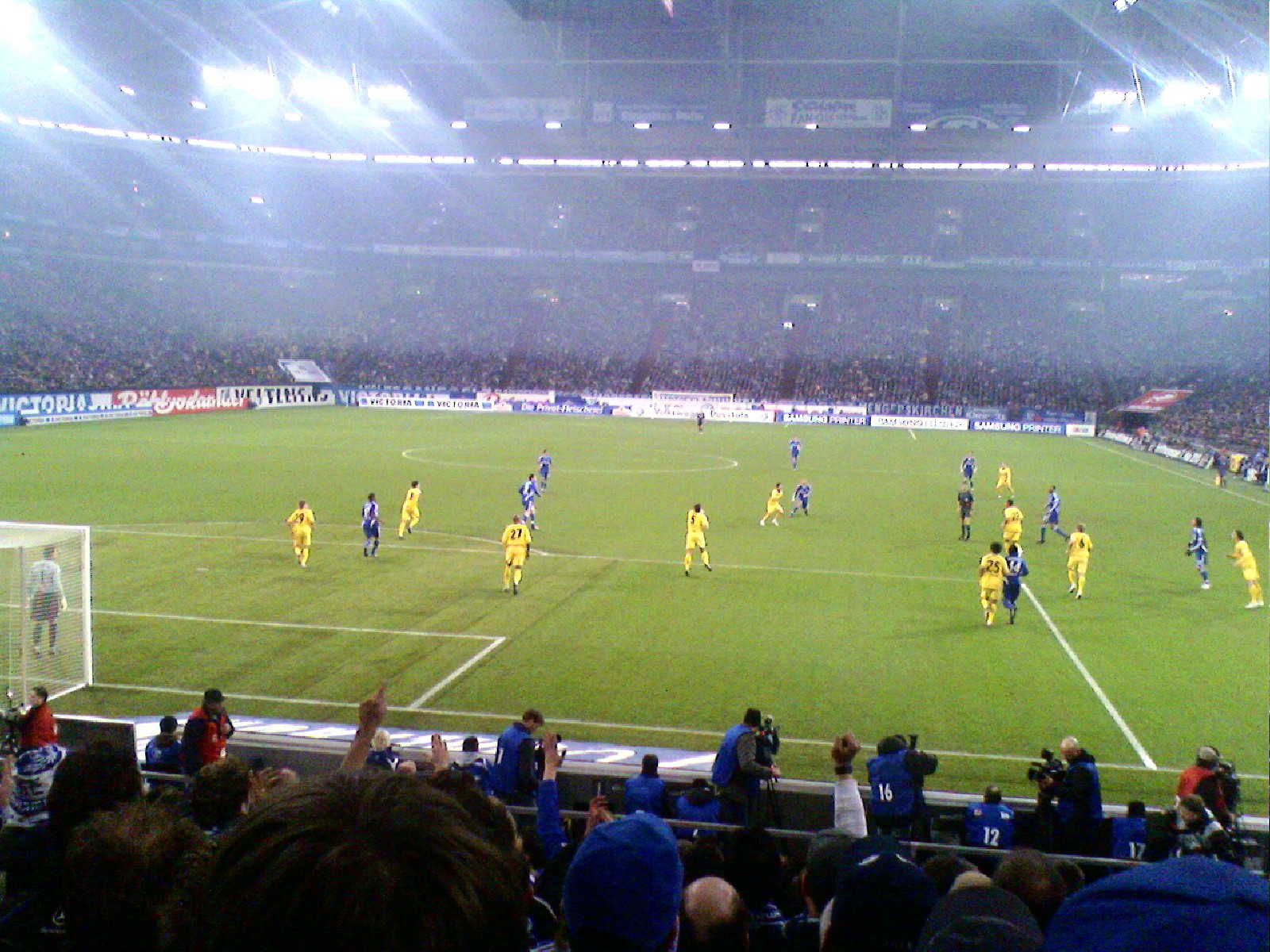
Utkání mezi Schalke a Borussií Dortmund na domácím stadionu v roce 2009

Hlavním rivalem Schalke je Borussia Dortmund. Poprvé jejich hráči sehráli vzájemné utkání 3. května 1925 a to skončilo vítězstvím Schalke 4:2. Řada následujících 17 utkání vyzněla jednoznačně pro Schalke, které vyhrálo 16 z nich. Porážku o gól tým okusil až během 14. listopadu 1943, to se již radovali Die Borussen. Situace se následně otočila a dominanci v západoněmecké regionální Oberlize nastolil Dortmund.
Dortmund sehrál významnou roli v sezóně 2006/07, když mužstvo Schalke připravil o možnost vyhrát ligu poprvé od roku 1958. Schalke v posledním 34. kole podlehlo 0:2 a titul proto putoval do Stuttgartu.
Během zářijového vzájemného utkání v roce 2008 se Schalke na hřišti rivala po 54 minutách chopilo vedení 3:0, ale domácí dokázali v závěru vyrovnat na 3:3. Utkání nabídlo mimo jiné dvě penalty a dvě vyloučení.
Mezi fotbalisty, kteří ve své kariéře hráli za oba kluby náleží brankář Jens Lehmann, Stan Libuda, Steffen Freund, Ingo Anderbrugge nebo Andreas Möller.

## Získané trofeje

### Vyhrané domácí soutěže
- Fußballmeisterschaft / Bundesliga (7×)[44]
  - 1933/34, 1934/35, 1936/37, 1938/39, 1939/40, 1941/42, 1957/58
- DFB-Pokal (5×)
  - 1937, 1971/72, 2000/01, 2001/02, 2010/11
- DFL-Supercup (1×)
  - 2011
- DFB-Ligapokal (1×)
  - 2005
- Westdeutsche Fußballmeisterschaft (4×)
  - 1928/29, 1929/30, 1931/32, 1932/33
- Gauliga Westfalen (11×)
  - 1933/34, 1934/35, 1935/36, 1936/37, 1937/38, 1938/39, 1939/40, 1940/41, 1941/42, 1942/43, 1943/44
- Fußball-Oberliga West (2×)
  - 1950/51, 1957/58

### Vyhrané mezinárodní soutěže
- Pohár / Evropská liga UEFA (1×)
  - 1996/97
- Pohár Intertoto (2×)
  - 2003, 2004

## Hráči

### Významní hráči
- Ernst Kuzorra (1923–1950)
- Fritz Szepan (1925–1950)
- Reinhard Libuda (1961–1975, 1968–1972, 1973–1976)
- Klaus Fichtel (1965–1980, 1984–1988)
- Klaus Fischer (1970–1981)
- Olaf Thon (1983–1988, 1994–2002)
- Joël Matip (2000–2016)
- Jens Lehmann (1989–1998)
- Gerald Asamoah (1999–2010, 2013–2015 v rezervním mužstvu)
- Kevin Kurányi (2005–2010)
- Klaas-Jan Huntelaar (2010–2017)
- Marc Wilmots (1996–2000)
- Ebbe Sand (1999–2006)
- Raúl González (2010–2012)

### Čeští hráči
- Jiří Němec (1993–2002)
- Radoslav Látal (1994–2001)
- Filip Trojan (1999–2004)
- Jan Morávek (2009–2012, ale hostoval i v jiných týmech)
- Alex Král (2022-2023 na hostování ze Spartaku Moskva)

## Trenéři
| Období od          | Období do          | Trenér              |
| ------------------ | ------------------ | ------------------- |
| chybí              | chybí              | chybí               |
| 1. července 1960   | 25. dubna 1964     | Georg Gawliczek     |
| 26. dubna 1964     | 5. června 1967     | Fritz Langner       |
| 1. července 1967   | 13. listopadu 1967 | Karl-Heinz Marotzke |
| 18. listopadu 1967 | 17. listopadu 1968 | Günter Brocker      |
| 22. listopadu 1968 | 7. září 1970       | Rudi Gutendorf      |
| 8. září 1970       | 30. června 1971    | Slobodan Čendić     |
| 1. července 1971   | 30. června 1975    | Ivica Horvat        |
| 1. července 1972   | 20. prosince 1977  | Uli Maslo           |
| 1. července 1975   | 9. března 1976     | Max Merkel          |
| 10. března 1976    | 20. prosince 1977  | Friedel Rausch      |
| 21. prosince 1977  | 24. května 1978    | Uli Maslo           |
| 1. července 1978   | 17. března 1979    | Ivica Horvat        |
| 19. března 1979    | 4. prosince 1979   | Gyula Lóránt        |
| 5. prosince 1979   | 20. dubna 1980     | Dietmar Schwager    |
| 21. dubna 1980     | 26. května 1981    | Fahrudin Jusufi     |
| 27. května 1981    | 30. června 1981    | Rudi Assauer        |
| 1. července 1981   | 20. ledna 1983     | Sigfried Held       |
| 21. ledna 1983     | 23. ledna 1983     | Rudi Assauer        |
| 24. ledna 1983     | 30. června 1983    | Jürgen Sundermann   |
| 1. července 1983   | 30. června 1986    | Diethelm Ferner     |
| 1. července 1986   | 7. prosince 1987   | Rolf Schafstall     |
| 29. prosince 1987  | 18. září 1988      | Horst Franz         |
| 20. září 1988      | 6. dubna 1989      | Diethelm Ferner     |
| 7. dubna 1989      | 10. dubna 1989     | Helmut Kremers      |
| 11. dubna 1989     | 13. listopadu 1990 | Peter Neururer      |
| 14. listopadu 1990 | 31. prosince 1990  | Klaus Fischer       |
| 1. ledna 1991      | 30. dubna 1992     | Aleksandar Ristić   |
| 1. května 1992     | 30. června 1992    | Klaus Fischer       |
| 1. července 1992   | 17. ledna 1993     | Udo Lattek          |
| 18. ledna 1993     | 10. října 1993     | Helmut Schulte      |
| 11. října 1993     | 3. října 1996      | Jörg Berger         |
| 4. října 1996      | 8. října 1996      | Hubert Neu          |
| 9. října 1996      | 30. června 2002    | Huub Stevens        |
| 1. července 2002   | 25. březen 2003    | Frank Neubarth      |
| 26. březen 2003    | 30. červen 2003    | Marc Wilmots        |
| 1. července 2003   | 15. září 2004      | Jupp Heynckes       |
| 16. září 2004      | 27. září 2004      | Eddy Achterberg     |
| 28. září 2004      | 11. prosince 2005  | Ralf Rangnick       |
| 12. prosince 2005  | 3. ledna 2006      | Oliver Reck         |
| 4. ledna 2006      | 13. dubna 2008     | Mirko Slomka        |
| 14. dubna 2008     | 30. června 2008    | Mike Büskens        |
| 1. července 2008   | 26. března 2009    | Fred Rutten         |
| 27. března 2009    | 30. června 2009    | Mike Büskens        |
| 1. července 2009   | 16. března 2011    | Felix Magath        |
| 17. března 2011    | 20. března 2011    | Seppo Eichkorn      |
| 21. března 2011    | 21. září 2011      | Ralf Rangnick       |
| 22. září 2011      | 26. září 2011      | Seppo Eichkorn      |
| 27. září 2011      | 15. prosince 2012  | Huub Stevens        |
| 16. prosince 2012  | 6. října 2014      | Jens Keller         |
| 7. října 2014      | 30. června 2015    | Roberto Di Matteo   |
| 1. července 2015   | 30. června 2016    | André Breitenreiter |
| 1. července 2016   | 30. června 2017    | Markus Weinzierl    |
| 1. července 2017   | 14. března 2019    | Domenico Tedesco    |
| 14. března 2019    | 30. června 2019    | Huub Stevens        |
| 1. července 2019   | –                  | David Wagner        |

## Umístění v jednotlivých sezonách
Stručný přehled
Zdroj: 
- 1933–1944: Gauliga Westfalen
- 1947–1963: Fußball-Oberliga West
- 1963–1981: Fußball-Bundesliga
- 1981–1982: 2. Fußball-Bundesliga Nord
- 1982–1983: Fußball-Bundesliga
- 1983–1984: 2. Fußball-Bundesliga
- 1984–1988: Fußball-Bundesliga
- 1988–1991: 2. Fußball-Bundesliga
- 1991–2021 : Fußball-Bundesliga
- 2021–2022: 2. Fußball-Bundesliga
- 2022–2023 : Fußball-Bundesliga
- 2023–: 2. Fußball-Bundesliga

Jednotlivé ročníky
Zdroj: 
Legenda: Z – zápasy, V – výhry, R – remízy, P – porážky, VG – vstřelené góly, OG – obdržené góly, +/- – rozdíl skóre, B – body, zlaté podbarvení – 1. místo, stříbrné podbarvení – 2. místo, bronzové podbarvení – 3. místo, červené podbarvení – sestup, zelené podbarvení – postup, fialové podbarvení – reorganizace, změna skupiny či soutěže
| Velkoněmecká říše (1933 – 1944)     |                            |        |    |    |    |    |     |    |     |    |        |
| Sezóny                              | Liga                       | Úroveň | Z  | V  | R  | P  | VG  | OG | +/- | B  | Pozice |
| 1933/34                             | Gauliga Westfalen          | 1      | 18 | 16 | 1  | 1  | 76  | 17 | +59 | 33 | 1.     |
| 1934/35                             | Gauliga Westfalen          | 1      | 18 | 12 | 4  | 2  | 47  | 10 | +37 | 28 | 1.     |
| 1935/36                             | Gauliga Westfalen          | 1      | 18 | 17 | 1  | 0  | 94  | 11 | +83 | 35 | 1.     |
| 1936/37                             | Gauliga Westfalen          | 1      | 18 | 17 | 1  | 0  | 103 | 14 | +89 | 35 | 1.     |
| 1937/38                             | Gauliga Westfalen          | 1      | 18 | 16 | 2  | 0  | 81  | 10 | +71 | 34 | 1.     |
| 1938/39                             | Gauliga Westfalen          | 1      | 18 | 13 | 5  | 0  | 51  | 12 | +39 | 31 | 1.     |
| 1939/40                             | Gauliga Westfalen          | 1      | 18 | 15 | 2  | 1  | 98  | 18 | +80 | 32 | 1.     |
| 1940/41                             | Gauliga Westfalen          | 1      | 22 | 21 | 1  | 0  | 101 | 13 | +88 | 43 | 1.     |
| 1941/42                             | Gauliga Westfalen          | 1      | 18 | 15 | 2  | 1  | 93  | 10 | +83 | 32 | 1.     |
| 1942/43                             | Gauliga Westfalen          | 1      | 18 | 17 | 1  | 0  | 91  | 19 | +72 | 35 | 1.     |
| 1943/44                             | Gauliga Westfalen          | 1      | 18 | 16 | 1  | 1  | 61  | 10 | +51 | 33 | 1.     |
| Britská okupační zóna (1947 – 1949) |                            |        |    |    |    |    |     |    |     |    |        |
| Sezóny                              | Liga                       | Úroveň | Z  | V  | R  | P  | VG  | OG | +/- | B  | Pozice |
| 1947/48                             | Fußball-Oberliga West      | 1      | 24 | 9  | 6  | 9  | 40  | 35 | +5  | 24 | 6.     |
| 1948/49                             | Fußball-Oberliga West      | 1      | 24 | 6  | 6  | 12 | 33  | 43 | -10 | 18 | 12.    |
| Německo (1949 –)                    |                            |        |    |    |    |    |     |    |     |    |        |
| Sezóny                              | Liga                       | Úroveň | Z  | V  | R  | P  | VG  | OG | +/− | B  | Pozice |
| 1949/50                             | Fußball-Oberliga West      | 1      | 30 | 17 | 3  | 10 | 65  | 55 | +10 | 37 | 6.     |
| 1950/51                             | Fußball-Oberliga West      | 1      | 30 | 18 | 6  | 6  | 69  | 36 | +33 | 42 | 1.     |
| 1951/52                             | Fußball-Oberliga West      | 1      | 30 | 18 | 4  | 8  | 63  | 47 | +16 | 40 | 2.     |
| 1952/53                             | Fußball-Oberliga West      | 1      | 30 | 14 | 5  | 11 | 67  | 49 | +18 | 33 | 6.     |
| 1953/54                             | Fußball-Oberliga West      | 1      | 30 | 16 | 7  | 7  | 76  | 51 | +25 | 39 | 3.     |
| 1954/55                             | Fußball-Oberliga West      | 1      | 30 | 11 | 8  | 11 | 51  | 49 | +2  | 30 | 5.     |
| 1955/56                             | Fußball-Oberliga West      | 1      | 30 | 18 | 5  | 7  | 67  | 38 | +29 | 41 | 2.     |
| 1956/57                             | Fußball-Oberliga West      | 1      | 30 | 15 | 6  | 9  | 76  | 49 | +27 | 36 | 4.     |
| 1957/58                             | Fußball-Oberliga West      | 1      | 30 | 16 | 9  | 5  | 74  | 36 | +38 | 41 | 1.     |
| 1958/59                             | Fußball-Oberliga West      | 1      | 30 | 9  | 9  | 12 | 57  | 52 | +5  | 27 | 11.    |
| 1959/60                             | Fußball-Oberliga West      | 1      | 30 | 15 | 4  | 11 | 59  | 41 | +18 | 34 | 4.     |
| 1960/61                             | Fußball-Oberliga West      | 1      | 30 | 11 | 13 | 6  | 59  | 40 | +19 | 35 | 3.     |
| 1961/62                             | Fußball-Oberliga West      | 1      | 30 | 18 | 7  | 5  | 68  | 40 | +28 | 43 | 2.     |
| 1962/63                             | Fußball-Oberliga West      | 1      | 30 | 13 | 9  | 8  | 62  | 43 | +19 | 35 | 6.     |
| 1963/64                             | Fußball-Bundesliga         | 1      | 30 | 12 | 5  | 13 | 51  | 53 | -2  | 29 | 8.     |
| 1964/65                             | Fußball-Bundesliga         | 1      | 30 | 7  | 8  | 15 | 45  | 60 | -15 | 22 | 16.    |
| 1965/66                             | Fußball-Bundesliga         | 1      | 34 | 10 | 7  | 17 | 33  | 55 | -22 | 27 | 14.    |
| 1966/67                             | Fußball-Bundesliga         | 1      | 34 | 12 | 6  | 16 | 37  | 63 | -26 | 30 | 15.    |
| 1967/68                             | Fußball-Bundesliga         | 1      | 34 | 11 | 8  | 15 | 42  | 48 | -6  | 30 | 15.    |
| 1968/69                             | Fußball-Bundesliga         | 1      | 34 | 14 | 7  | 13 | 45  | 40 | +5  | 35 | 7.     |
| 1969/70                             | Fußball-Bundesliga         | 1      | 34 | 11 | 12 | 11 | 43  | 54 | -11 | 34 | 9.     |
| 1970/71                             | Fußball-Bundesliga         | 1      | 34 | 15 | 6  | 13 | 44  | 40 | +4  | 36 | 6.     |
| 1971/72                             | Fußball-Bundesliga         | 1      | 34 | 24 | 4  | 6  | 76  | 35 | +41 | 52 | 2.     |
| 1972/73                             | Fußball-Bundesliga         | 1      | 34 | 10 | 8  | 16 | 46  | 61 | -15 | 28 | 15.    |
| 1973/74                             | Fußball-Bundesliga         | 1      | 34 | 16 | 5  | 13 | 72  | 68 | +4  | 37 | 7.     |
| 1974/75                             | Fußball-Bundesliga         | 1      | 34 | 16 | 7  | 11 | 52  | 37 | +15 | 39 | 7.     |
| 1975/76                             | Fußball-Bundesliga         | 1      | 34 | 13 | 11 | 10 | 76  | 55 | +21 | 37 | 6.     |
| 1976/77                             | Fußball-Bundesliga         | 1      | 34 | 17 | 9  | 8  | 77  | 52 | +25 | 43 | 2.     |
| 1977/78                             | Fußball-Bundesliga         | 1      | 34 | 14 | 6  | 14 | 47  | 52 | -5  | 34 | 9.     |
| 1978/79                             | Fußball-Bundesliga         | 1      | 34 | 9  | 10 | 15 | 55  | 61 | -6  | 28 | 15.    |
| 1979/80                             | Fußball-Bundesliga         | 1      | 34 | 12 | 9  | 13 | 40  | 51 | -11 | 33 | 8.     |
| 1980/81                             | Fußball-Bundesliga         | 1      | 34 | 8  | 7  | 19 | 43  | 88 | -45 | 23 | 17.    |
| 1981/82                             | 2. Fußball-Bundesliga Nord | 2      | 38 | 19 | 13 | 6  | 70  | 35 | +35 | 51 | 1.     |
| 1982/83                             | Fußball-Bundesliga         | 1      | 34 | 8  | 6  | 20 | 48  | 68 | -20 | 22 | 16.    |
| 1983/84                             | 2. Fußball-Bundesliga      | 2      | 38 | 23 | 9  | 6  | 95  | 45 | +50 | 55 | 2.     |
| 1984/85                             | Fußball-Bundesliga         | 1      | 34 | 13 | 8  | 13 | 63  | 62 | +1  | 34 | 8.     |
| 1985/86                             | Fußball-Bundesliga         | 1      | 34 | 11 | 8  | 15 | 53  | 58 | -5  | 30 | 10.    |
| 1986/87                             | Fußball-Bundesliga         | 1      | 34 | 12 | 8  | 14 | 50  | 58 | -8  | 32 | 13.    |
| 1987/88                             | Fußball-Bundesliga         | 1      | 34 | 8  | 7  | 19 | 48  | 84 | -36 | 23 | 18.    |
| 1988/89                             | 2. Fußball-Bundesliga      | 2      | 38 | 13 | 10 | 15 | 58  | 51 | +7  | 36 | 12.    |
| 1989/90                             | 2. Fußball-Bundesliga      | 2      | 38 | 16 | 11 | 11 | 69  | 51 | +18 | 43 | 5.     |
| 1990/91                             | 2. Fußball-Bundesliga      | 2      | 38 | 23 | 11 | 4  | 64  | 29 | +35 | 57 | 1.     |
| 1991/92                             | Fußball-Bundesliga         | 1      | 38 | 11 | 12 | 15 | 45  | 45 | 0   | 34 | 11.    |
| 1992/93                             | Fußball-Bundesliga         | 1      | 34 | 11 | 12 | 11 | 42  | 43 | -1  | 34 | 10.    |
| 1993/94                             | Fußball-Bundesliga         | 1      | 34 | 10 | 9  | 15 | 38  | 50 | -12 | 29 | 14.    |
| 1994/95                             | Fußball-Bundesliga         | 1      | 34 | 10 | 11 | 13 | 48  | 54 | -6  | 31 | 11.    |
| 1995/96                             | Fußball-Bundesliga         | 1      | 34 | 14 | 14 | 6  | 45  | 36 | +9  | 56 | 3.     |
| 1996/97                             | Fußball-Bundesliga         | 1      | 34 | 11 | 10 | 13 | 35  | 40 | -5  | 43 | 12.    |
| 1997/98                             | Fußball-Bundesliga         | 1      | 34 | 13 | 13 | 8  | 38  | 32 | +6  | 52 | 5.     |
| 1998/99                             | Fußball-Bundesliga         | 1      | 34 | 10 | 11 | 13 | 41  | 54 | -13 | 41 | 10.    |
| 1999/00                             | Fußball-Bundesliga         | 1      | 34 | 8  | 15 | 11 | 42  | 44 | -2  | 39 | 13.    |
| 2000/01                             | Fußball-Bundesliga         | 1      | 34 | 18 | 8  | 8  | 65  | 35 | +30 | 62 | 2.     |
| 2001/02                             | Fußball-Bundesliga         | 1      | 34 | 18 | 7  | 9  | 52  | 36 | +16 | 61 | 5.     |
| 2002/03                             | Fußball-Bundesliga         | 1      | 34 | 12 | 13 | 9  | 46  | 40 | +6  | 49 | 7.     |
| 2003/04                             | Fußball-Bundesliga         | 1      | 34 | 13 | 11 | 10 | 49  | 42 | +7  | 50 | 7.     |
| 2004/05                             | Fußball-Bundesliga         | 1      | 34 | 20 | 3  | 11 | 56  | 46 | +10 | 63 | 2.     |
| 2005/06                             | Fußball-Bundesliga         | 1      | 34 | 16 | 13 | 5  | 47  | 31 | +16 | 61 | 4.     |
| 2006/07                             | Fußball-Bundesliga         | 1      | 34 | 21 | 5  | 8  | 53  | 32 | +21 | 68 | 2.     |
| 2007/08                             | Fußball-Bundesliga         | 1      | 34 | 18 | 10 | 6  | 55  | 32 | +23 | 64 | 3.     |
| 2008/09                             | Fußball-Bundesliga         | 1      | 34 | 14 | 8  | 12 | 47  | 35 | +12 | 50 | 8.     |
| 2009/10                             | Fußball-Bundesliga         | 1      | 34 | 19 | 8  | 7  | 53  | 31 | +22 | 65 | 2.     |
| 2010/11                             | Fußball-Bundesliga         | 1      | 34 | 11 | 7  | 16 | 38  | 44 | -6  | 40 | 14.    |
| 2011/12                             | Fußball-Bundesliga         | 1      | 34 | 20 | 4  | 10 | 74  | 44 | +30 | 64 | 3.     |
| 2012/13                             | Fußball-Bundesliga         | 1      | 34 | 16 | 7  | 11 | 58  | 50 | +8  | 55 | 4.     |
| 2013/14                             | Fußball-Bundesliga         | 1      | 34 | 19 | 7  | 8  | 63  | 43 | +20 | 64 | 3.     |
| 2014/15                             | Fußball-Bundesliga         | 1      | 34 | 13 | 9  | 12 | 42  | 40 | +2  | 48 | 6.     |
| 2015/16                             | Fußball-Bundesliga         | 1      | 34 | 15 | 7  | 12 | 51  | 49 | +2  | 52 | 5.     |
| 2016/17                             | Fußball-Bundesliga         | 1      | 34 | 11 | 10 | 13 | 45  | 40 | +5  | 43 | 10.    |
| 2017/18                             | Fußball-Bundesliga         | 1      | 34 | 18 | 9  | 7  | 53  | 37 | +16 | 63 | 2.     |
| 2018/19                             | Fußball-Bundesliga         | 1      | 34 | 8  | 9  | 17 | 37  | 55 | -18 | 33 | 14.    |
| 2019/20                             | Fußball-Bundesliga         | 1      | 34 | 9  | 12 | 13 | 38  | 58 | -20 | 39 | 12.    |
| 2020/21                             | Fußball-Bundesliga         | 1      | 34 | 3  | 7  | 24 | 25  | 86 | -61 | 16 | 18.    |
| 2021/22                             | 2. Fußball-Bundesliga      | 2      | 38 | 20 | 5  | 9  | 72  | 44 | +28 | 65 | 1.     |
| 2022/23                             | Fußball-Bundesliga         | 1      | 34 | 7  | 10 | 17 | 35  | 71 | -36 | 31 | 17.    |
| 2023/24                             | 2. Fußball-Bundesliga      | 2      | 34 | 12 | 7  | 15 | 53  | 60 | -7  | 43 | 10.    |
| 2024/25                             | 2. Fußball-Bundesliga      | 2      | 34 | 10 | 8  | 16 | 52  | 62 | -10 | 38 | 14.    |

## Účast v evropských pohárech
| Ročník  | Soutěž                       | Kolo               | Klub                            | Doma | Venku | Celkem         |
| ------- | ---------------------------- | ------------------ | ------------------------------- | ---- | ----- | -------------- |
| 1958/59 | Pohár mistrů evropských zemí | 1. kolo            | Kjøbenhavns Boldklub            | 5:2  | 0:3   | 5:5            |
| 1958/59 | Pohár mistrů evropských zemí | 2. kolo            | Wolverhampton Wanderers FC      | 2:1  | 2:2   | 4:3            |
| 1958/59 | Pohár mistrů evropských zemí | Čtvrtfinále        | Atlético Madrid                 | 1:1  | 0:3   | 1:4            |
| 1969/70 | Pohár vítězů pohárů          | 1. kolo            | Shamrock Rovers FC              | 3:0  | 1:2   | 4:2            |
| 1969/70 | Pohár vítězů pohárů          | 2. kolo            | IFK Norrköping                  | 1:0  | 0:0   | 1:0            |
| 1969/70 | Pohár vítězů pohárů          | Čtvrtfinále        | GNK Dinamo Zagreb               | 1:0  | 3:1   | 4:1            |
| 1969/70 | Pohár vítězů pohárů          | Semifinále         | Manchester City FC              | 1:0  | 1:5   | 2:5            |
| 1972/73 | Pohár vítězů pohárů          | 1. kolo            | PFK Slavia Sofia                | 2:1  | 3:1   | 5:2            |
| 1972/73 | Pohár vítězů pohárů          | 2. kolo            | Cork Hibernians FC              | 3:0  | 0:0   | 3:0            |
| 1972/73 | Pohár vítězů pohárů          | Čtvrtfinále        | Sparta Praha                    | 2:1  | 0:3   | 2:4            |
| 1976/77 | Pohár UEFA                   | 1. kolo            | FC Porto                        | 3:2  | 2:2   | 5:4            |
| 1976/77 | Pohár UEFA                   | 2. kolo            | FC Sportul Studențesc București | 4:0  | 1:0   | 5:0            |
| 1976/77 | Pohár UEFA                   | 3. kolo            | Racing White Daring Molenbeek   | 1:1  | 0:1   | 1:2            |
| 1977/78 | Pohár UEFA                   | 1. kolo            | ACF Fiorentina                  | 2:1  | 3:0   | 5:1            |
| 1977/78 | Pohár UEFA                   | 2. kolo            | 1. FC Magdeburg                 | 1:3  | 2:4   | 3:7            |
| 1996/97 | Pohár UEFA                   | 1. kolo            | Roda JC                         | 3:0  | 2:2   | 5:2            |
| 1996/97 | Pohár UEFA                   | 2. kolo            | Trabzonspor                     | 1:0  | 3:3   | 4:3            |
| 1996/97 | Pohár UEFA                   | 3. kolo            | Club Brugge KV                  | 2:0  | 1:2   | 3:2            |
| 1996/97 | Pohár UEFA                   | Čtvrtfinále        | Valencia CF                     | 2:0  | 1:1   | 3:1            |
| 1996/97 | Pohár UEFA                   | Semifinále         | CD Tenerife                     | 2:0  | 0:1   | 2:1            |
| 1996/97 | Pohár UEFA                   | Finále             | FC Internazionale Milano        | 1:0  | 0:1   | 1:1 (4:1 pen.) |
| 1997/98 | Pohár UEFA                   | 1. kolo            | HNK Hajduk Split                | 2:0  | 3:2   | 5:2            |
| 1997/98 | Pohár UEFA                   | 2. kolo            | RSC Anderlecht                  | 1:0  | 2:1   | 3:1            |
| 1997/98 | Pohár UEFA                   | 3. kolo            | SC Braga                        | 2:0  | 0:0   | 2:0            |
| 1997/98 | Pohár UEFA                   | Čtvrtfinále        | FC Internazionale Milano        | 1:1  | 0:1   | 1:2            |
| 1998/99 | Pohár UEFA                   | 1. kolo            | SK Slavia Praha                 | 1:0  | 0:1   | 1:1 (4:5 pen.) |
| 2001/02 | Liga mistrů UEFA             | Základní skupina C | Panathinaikos FC                | 0:2  | 0:2   | 4. místo       |
| 2001/02 | Liga mistrů UEFA             | Základní skupina C | Arsenal FC                      | 4:1  | 1:3   | 4. místo       |
| 2001/02 | Liga mistrů UEFA             | Základní skupina C | RCD Mallorca                    | 0:1  | 4:0   | 4. místo       |
| 2002/03 | Pohár UEFA                   | 1. kolo            | FK Homel                        | 4:0  | 4:1   | 8:1            |
| 2002/03 | Pohár UEFA                   | 2. kolo            | Legia Warszawa                  | 0:0  | 3:2   | 3:2            |
| 2002/03 | Pohár UEFA                   | 3. kolo            | Wisła Kraków                    | 1:4  | 1:1   | 2:5            |
| 2003    | Pohár Intertoto              | 3. kolo            | FC Dacia Chişinău               | 2:1  | 1:0   | 3:1            |
| 2003    | Pohár Intertoto              | Semifinále         | FC Slovan Liberec               | 2:1  | 0:0   | 2:1            |
| 2003    | Pohár Intertoto              | Finále             | SV Pasching                     | 0:0  | 2:0   | 2:0            |
| 2003/04 | Pohár UEFA                   | 1. kolo            | NK Kamen Ingrad                 | 1:0  | 0:0   | 1:0            |
| 2003/04 | Pohár UEFA                   | 2. kolo            | Brøndby IF                      | 2:1  | 1:2   | 3:3 (1:3 pen.) |
| 2004    | Pohár Intertoto              | 3. kolo            | FK Vardar                       | 5:0  | 2:1   | 7:1            |
| 2004    | Pohár Intertoto              | Semifinále         | Esbjerg fB                      | 3:0  | 3:1   | 6:1            |
| 2004    | Pohár Intertoto              | Finále             | FC Slovan Liberec               | 2:1  | 1:0   | 3:1            |
| 2004/05 | Pohár UEFA                   | 1. kolo            | FK Liepājas Metalurgs           | 5:1  | 4:0   | 9:1            |
| 2004/05 | Pohár UEFA                   | Základní skupina A | FC Basel                        | 1:1  |       | 2. místo       |
| 2004/05 | Pohár UEFA                   | Základní skupina A | Heart of Midlothian FC          |      | 1:0   | 2. místo       |
| 2004/05 | Pohár UEFA                   | Základní skupina A | Ferencvárosi TC                 | 2:0  |       | 2. místo       |
| 2004/05 | Pohár UEFA                   | Základní skupina A | Feyenoord                       |      | 1:2   | 2. místo       |
| 2004/05 | Pohár UEFA                   | Šestnáctifinále    | FK Šachtar Doněck               | 0:1  | 1:1   | 1:2            |
| 2005/06 | Liga mistrů UEFA             | Základní skupina E | PSV Eindhoven                   | 3:0  | 0:1   | 3. místo       |
| 2005/06 | Liga mistrů UEFA             | Základní skupina E | AC Milan                        | 2:2  | 2:3   | 3. místo       |
| 2005/06 | Liga mistrů UEFA             | Základní skupina E | Fenerbahçe SK                   | 2:0  | 3:3   | 3. místo       |
| 2005/06 | Pohár UEFA                   | Šestnáctifinále    | RCD Espanyol                    | 2:1  | 3:0   | 5:1            |
| 2005/06 | Pohár UEFA                   | Osmifinále         | US Città di Palermo             | 3:0  | 0:1   | 3:1            |
| 2005/06 | Pohár UEFA                   | Čtvrtfinále        | PFK Levski Sofia                | 1:1  | 3:1   | 4:2            |
| 2005/06 | Pohár UEFA                   | Semifinále         | Sevilla FC                      | 0:0  | 0:1   | 0:1            |
| 2006/07 | Pohár UEFA                   | 1. kolo            | AS Nancy                        | 1:0  | 1:3   | 2:3            |
| 2007/08 | Liga mistrů UEFA             | Základní skupina B | Valencia CF                     | 0:1  | 0:0   | 2. místo       |
| 2007/08 | Liga mistrů UEFA             | Základní skupina B | Rosenborg BK                    | 3:1  | 2:0   | 2. místo       |
| 2007/08 | Liga mistrů UEFA             | Základní skupina B | Chelsea FC                      | 0:0  | 0:2   | 2. místo       |
| 2007/08 | Liga mistrů UEFA             | Osmifinále         | FC Porto                        | 1:0  | 0:1   | 1:1 (4:1 pen.) |
| 2007/08 | Liga mistrů UEFA             | Čtvrtfinále        | FC Barcelona                    | 0:1  | 0:1   | 0:2            |
| 2008/09 | Liga mistrů UEFA             | 3. předkolo        | Atlético Madrid                 | 1:0  | 0:4   | 1:4            |
| 2008/09 | Pohár UEFA                   | 1. kolo            | APOEL FC                        | 1:1  | 4:1   | 5:2            |
| 2008/09 | Pohár UEFA                   | Základní skupina A | Paris Saint-Germain FC          | 3:1  |       | 5. místo       |
| 2008/09 | Pohár UEFA                   | Základní skupina A | Racing de Santander             |      | 1:1   | 5. místo       |
| 2008/09 | Pohár UEFA                   | Základní skupina A | Manchester City FC              | 0:2  |       | 5. místo       |
| 2008/09 | Pohár UEFA                   | Základní skupina A | FC Twente                       |      | 1:2   | 5. místo       |
| 2010/11 | Liga mistrů UEFA             | Základní skupina B | Olympique Lyon                  | 3:0  | 0:1   | 1. místo       |
| 2010/11 | Liga mistrů UEFA             | Základní skupina B | SL Benfica                      | 2:0  | 2:1   | 1. místo       |
| 2010/11 | Liga mistrů UEFA             | Základní skupina B | Hapoel Tel Aviv FC              | 3:1  | 0:0   | 1. místo       |
| 2010/11 | Liga mistrů UEFA             | Osmifinále         | Valencia CF                     | 3:1  | 1:1   | 4:2            |
| 2010/11 | Liga mistrů UEFA             | Čtvrtfinále        | FC Internazionale Milano        | 2:1  | 5:2   | 7:3            |
| 2010/11 | Liga mistrů UEFA             | Semifinále         | Manchester United FC            | 0:2  | 1:4   | 1:6            |
| 2011/12 | Evropská liga UEFA           | 4. předkolo        | HJK Helsinki                    | 6:1  | 0:2   | 6:3            |
| 2011/12 | Evropská liga UEFA           | Základní skupina J | AEK Larnaka                     | 0:0  | 5:0   | 1. místo       |
| 2011/12 | Evropská liga UEFA           | Základní skupina J | Maccabi Haifa FC                | 3:1  | 3:0   | 1. místo       |
| 2011/12 | Evropská liga UEFA           | Základní skupina J | FC Steaua Bucureşti             | 2:1  | 0:0   | 1. místo       |
| 2011/12 | Evropská liga UEFA           | Šestnáctifinále    | FC Viktoria Plzeň               | 3:1  | 1:1   | 4:2            |
| 2011/12 | Evropská liga UEFA           | Osmifinále         | FC Twente                       | 4:1  | 0:1   | 4:2            |
| 2011/12 | Evropská liga UEFA           | Čtvrtfinále        | Athletic Bilbao                 | 2:4  | 2:2   | 4:6            |
| 2012/13 | Liga mistrů UEFA             | Základní skupina B | Arsenal FC                      | 2:2  | 2:0   | 1. místo       |
| 2012/13 | Liga mistrů UEFA             | Základní skupina B | Montpellier HSC                 | 2:2  | 1:1   | 1. místo       |
| 2012/13 | Liga mistrů UEFA             | Základní skupina B | Olympiacos FC                   | 1:0  | 2:1   | 1. místo       |
| 2012/13 | Liga mistrů UEFA             | Osmifinále         | Galatasaray SK                  | 2:3  | 1:1   | 3:4            |
| 2013/14 | Liga mistrů UEFA             | 4. předkolo        | PAOK FC                         | 1:1  | 3:2   | 4:3            |
| 2013/14 | Liga mistrů UEFA             | Základní skupina E | Chelsea FC                      | 0:3  | 0:3   | 2. místo       |
| 2013/14 | Liga mistrů UEFA             | Základní skupina E | FC Basel                        | 2:0  | 1:0   | 2. místo       |
| 2013/14 | Liga mistrů UEFA             | Základní skupina E | FC Steaua București             | 3:0  | 0:0   | 2. místo       |
| 2013/14 | Liga mistrů UEFA             | Osmifinále         | Real Madrid                     | 1:6  | 1:3   | 2:9            |
| 2014/15 | Liga mistrů UEFA             | Základní skupina G | Chelsea FC                      | 0:5  | 1:1   | 2. místo       |
| 2014/15 | Liga mistrů UEFA             | Základní skupina G | NK Maribor                      | 1:1  | 1:0   | 2. místo       |
| 2014/15 | Liga mistrů UEFA             | Základní skupina G | Sporting CP                     | 4:3  | 2:4   | 2. místo       |
| 2014/15 | Liga mistrů UEFA             | Osmifinále         | Real Madrid                     | 0:2  | 4:3   | 4:5            |
| 2015/16 | Evropská liga UEFA           | Základní skupina K | APOEL FC                        | 1:0  | 3:0   | 1. místo       |
| 2015/16 | Evropská liga UEFA           | Základní skupina K | Asteras Tripoli FC              | 4:0  | 4:0   | 1. místo       |
| 2015/16 | Evropská liga UEFA           | Základní skupina K | AC Sparta Praha                 | 2:2  | 1:1   | 1. místo       |
| 2015/16 | Evropská liga UEFA           | Šestnáctifinále    | FK Šachtar Doněck               | 0:3  | 0:0   | 0:3            |
| 2016/17 | Evropská liga UEFA           | Základní skupina I | OGC Nice                        | 2:0  | 1:0   | 1. místo       |
| 2016/17 | Evropská liga UEFA           | Základní skupina I | FC Red Bull Salzburg            | 3:1  | 0:2   | 1. místo       |
| 2016/17 | Evropská liga UEFA           | Základní skupina I | FK Krasnodar                    | 2:0  | 1:0   | 1. místo       |
| 2016/17 | Evropská liga UEFA           | Šestnáctifinále    | PAOK FC                         | 1:1  | 3:0   | 4:1            |
| 2016/17 | Evropská liga UEFA           | Osmifinále         | Borussia Mönchengladbach        | 1:1  | 2:2   | 3:3 (v)        |
| 2016/17 | Evropská liga UEFA           | Čtvrtfinále        | AFC Ajax                        | 3:2  | 0:2   | 3:4            |
| 2018/19 | Liga mistrů UEFA             | Základní skupina D | FC Porto                        | 1:1  | 1:3   | 2. místo       |
| 2018/19 | Liga mistrů UEFA             | Základní skupina D | FK Lokomotiv Moskva             | 1:0  | 1:0   | 2. místo       |
| 2018/19 | Liga mistrů UEFA             | Základní skupina D | Galatasaray SK                  | 2:0  | 0:0   | 2. místo       |
| 2018/19 | Liga mistrů UEFA             | Osmifinále         | Manchester City FC              | 2:3  | 0:7   | 2:10           |

## FC Schalke 04 II
FC Schalke 04 II, dříve znám také pod názvem FC Schalke 04 Amateure, je rezervním týmem Schalke 04. Největšího úspěchu dosáhl v sezóně 2003/04, kdy se v Regionallize (tehdejší 3. nejvyšší soutěž) umístil na 16. místě.

### Umístění v jednotlivých sezonách
Stručný přehled
Zdroj: 
- 1964–1966: Verbandsliga Westfalen-Nordost
- 1978–1980: Verbandsliga Westfalen-Südwest
- 1986–1992: Verbandsliga Westfalen-Nordost
- 1992–1995: Fußball-Oberliga Westfalen
- 1995–1997: Verbandsliga Westfalen-Südwest
- 1997–2003: Fußball-Oberliga Westfalen
- 2003–2004: Fußball-Regionalliga Nord
- 2004–2008: Fußball-Oberliga Westfalen
- 2008–2017: Fußball-Regionalliga West
- 2017– : Fußball-Oberliga Westfalen

Jednotlivé ročníky
Zdroj: 
Legenda: Z – zápasy, V – výhry, R – remízy, P – porážky, VG – vstřelené góly, OG – obdržené góly, +/- – rozdíl skóre, B – body, červené podbarvení – sestup, zelené podbarvení – postup, fialové podbarvení – reorganizace, změna skupiny či soutěže
| Německo (1964 –) |                                |        |    |    |    |    |     |    |     |     |        |
| Sezóny           | Liga                           | Úroveň | Z  | V  | R  | P  | VG  | OG | B   | +/- | Pozice |
| 1964/65          | Verbandsliga Westfalen-Nordost | 3      | 30 | …  | …  | …  | 44  | 49 | -5  | 28  | 11.    |
| 1965/66          | Verbandsliga Westfalen-Nordost | 3      | 28 | …  | …  | …  | 20  | 82 | -62 | 7   | 15.    |
| …                |                                |        |    |    |    |    |     |    |     |     |        |
| 1978/79          | Verbandsliga Westfalen-Südwest | 4      | 30 | …  | …  | …  | 48  | 34 | +14 | 31  | 8.     |
| 1979/80          | Verbandsliga Westfalen-Südwest | 4      | 30 | …  | …  | …  | 27  | 47 | -20 | 18  | 16.    |
| …                |                                |        |    |    |    |    |     |    |     |     |        |
| 1986/87          | Verbandsliga Westfalen-Nordost | 4      | 34 | …  | …  | …  | 76  | 44 | +32 | 42  | 4.     |
| 1987/88          | Verbandsliga Westfalen-Nordost | 4      | 32 | …  | …  | …  | 43  | 41 | +2  | 31  | 9.     |
| 1988/89          | Verbandsliga Westfalen-Nordost | 4      | 30 | …  | …  | …  | 51  | 42 | -9  | 31  | 8.     |
| 1989/90          | Verbandsliga Westfalen-Nordost | 4      | 30 | …  | …  | …  | 42  | 46 | -4  | 27  | 12.    |
| 1990/91          | Verbandsliga Westfalen-Nordost | 4      | 30 | …  | …  | …  | 47  | 24 | +23 | 40  | 2.     |
| 1991/92          | Verbandsliga Westfalen-Nordost | 4      | 30 | …  | …  | …  | 75  | 29 | +46 | 48  | 1.     |
| 1992/93          | Fußball-Oberliga Westfalen     | 3      | 34 | 10 | 10 | 14 | 46  | 64 | -18 | 30  | 12.    |
| 1993/94          | Fußball-Oberliga Westfalen     | 3      | 30 | 7  | 7  | 16 | 34  | 48 | -14 | 21  | 13.    |
| 1994/95          | Fußball-Oberliga Westfalen     | 4      | 28 | 3  | 2  | 23 | 28  | 77 | -49 | 8   | 15.    |
| 1995/96          | Verbandsliga Westfalen-Südwest | 5      | 30 | …  | …  | …  | 49  | 38 | +11 | 52  | 4.     |
| 1996/97          | Verbandsliga Westfalen-Südwest | 5      | 30 | …  | …  | …  | 72  | 26 | +46 | 64  | 1.     |
| 1997/98          | Fußball-Oberliga Westfalen     | 4      | 28 | 16 | 7  | 5  | 67  | 35 | +32 | 55  | 2.     |
| 1998/99          | Fußball-Oberliga Westfalen     | 4      | 30 | 15 | 8  | 7  | 68  | 29 | +39 | 53  | 2.     |
| 1999/00          | Fußball-Oberliga Westfalen     | 4      | 28 | 15 | 6  | 7  | 58  | 34 | +24 | 51  | 2.     |
| 2000/01          | Fußball-Oberliga Westfalen     | 4      | 36 | 17 | 9  | 10 | 84  | 63 | +21 | 60  | 5.     |
| 2001/02          | Fußball-Oberliga Westfalen     | 4      | 34 | 22 | 5  | 7  | 80  | 40 | +40 | 71  | 2.     |
| 2002/03          | Fußball-Oberliga Westfalen     | 4      | 34 | 28 | 2  | 4  | 103 | 35 | +67 | 86  | 1.     |
| 2003/04          | Fußball-Regionalliga Nord      | 3      | 34 | 10 | 8  | 16 | 54  | 70 | -16 | 38  | 16.    |
| 2004/05          | Fußball-Oberliga Westfalen     | 4      | 34 | 18 | 6  | 10 | 64  | 42 | +22 | 60  | 3.     |
| 2005/06          | Fußball-Oberliga Westfalen     | 4      | 34 | 17 | 7  | 10 | 64  | 43 | +21 | 58  | 4.     |
| 2006/07          | Fußball-Oberliga Westfalen     | 4      | 34 | 19 | 5  | 10 | 67  | 41 | +26 | 62  | 2.     |
| 2007/08          | Fußball-Oberliga Westfalen     | 4      | 34 | 20 | 7  | 7  | 56  | 31 | +25 | 67  | 2.     |
| 2008/09          | Fußball-Regionalliga West      | 4      | 34 | 10 | 9  | 15 | 41  | 54 | -13 | 39  | 15.    |
| 2009/10          | Fußball-Regionalliga West      | 4      | 34 | 11 | 7  | 16 | 42  | 43 | -1  | 40  | 12.    |
| 2010/11          | Fußball-Regionalliga West      | 4      | 34 | 12 | 8  | 14 | 34  | 45 | -11 | 44  | 11.    |
| 2011/12          | Fußball-Regionalliga West      | 4      | 36 | 13 | 6  | 17 | 55  | 63 | -8  | 45  | 11.    |
| 2012/13          | Fußball-Regionalliga West      | 4      | 38 | 20 | 8  | 10 | 61  | 40 | +21 | 68  | 3.     |
| 2013/14          | Fußball-Regionalliga West      | 4      | 36 | 16 | 10 | 10 | 52  | 37 | +15 | 58  | 6.     |
| 2014/15          | Fußball-Regionalliga West      | 4      | 34 | 10 | 11 | 13 | 38  | 41 | -3  | 41  | 11.    |
| 2015/16          | Fußball-Regionalliga West      | 4      | 36 | 13 | 12 | 11 | 44  | 44 | 0   | 51  | 9.     |
| 2016/17          | Fußball-Regionalliga West      | 4      | 34 | 8  | 6  | 20 | 32  | 48 | -16 | 30  | 16.    |
| 2017/18          | Fußball-Oberliga Westfalen     | 5      | 30 | 15 | 8  | 7  | 51  | 24 | +27 | 53  | 6.     |
| 2018/19          | Fußball-Oberliga Westfalen     | 5      | 30 |    |    |    |     |    |     |     |        |